# Georg Wilhelm Franz Wenderoth
Georg Wilhelm Franz Wenderoth (17 gennaio 1774 – Marburgo, 5 giugno 1861) è stato un botanico e farmacista tedesco.

## Biografia
Inizialmente, era un farmacista, dove lavorò per alcuni anni presso il Rathsapotheke a Schweinfurt, nel suo tempo libero fece delle escursioni botaniche nei dintorni della città. Dal 1796 studiò medicina e scienze naturali presso l'Università di Marburgo, ottenendo la sua abilitazione in farmacologia e botanica nel 1806. In seguito, insegnò fisica, chimica e botanica a Rinteln. Nel 1810 tornò a Marburgo come professore di botanica, distinguendosi con il lavoro fatto a Alter Botanischer Garten Marburg.
Il genere botanico Wenderothia fu chiamato in suo onore da Diederich Franz Leonhard von Schlechtendal (1794-1866).

## Opere principali
- Lehrbuch der Botanik zu Vorlesungen un zum Selbststudium, 1821.
- Flora Hassiaca : oder systematische Verzeichniss aller bis jetzt in Kurhessen ... beobachteten Pflanzen, enthaltend die offen blühenden Gewächse, 1846.
- Die pflanzen botanischer gärten, zunächst die des pflanzengartens der Universität Marburg, unter ihren catalognummern systematisch aufgefürt und synoptisch beschrieben, 1851.[2]